# Bleket
Bleket est une localité de Suède située dans la commune de Tjörn du comté de Västra Götaland. Elle couvre une superficie de 0,41 km2. En 2010, elle compte 240 habitants.